# Houston (Missouri)
Houston – miasto w Stanach Zjednoczonych, w stanie Missouri, siedziba administracyjna hrabstwa Texas.